# Pedro Larrea
Pedro Sebastián Larrea Arellano (ur. 21 maja 1986 w Loji) – ekwadorski piłkarz występujący na pozycji pomocnika w ekwadorskim klubie Deportivo Cuenca. Wychowanek Liga de Quito, w swojej karierze grał także w takich zespołach jak Macará, Barcelona SC, Liga de Loja oraz El Nacional. Znalazł się w kadrze reprezentacji Ekwadoru na Copa América 2016.